# Frasseto
Frasseto (Corsicaans: Frassetu) is een gemeente in het Franse departement Corse-du-Sud (regio Corsica) en telt 82 inwoners (1999). De oppervlakte bedraagt 16,61 km², de bevolkingsdichtheid is 4 inwoners per km².
De onderstaande kaart toont de ligging van Frasseto met de belangrijkste infrastructuur en aangrenzende gemeenten.

## Demografie
Onderstaande figuur toont het verloop van het inwonertal.
Vanwege een beveiligingsprobleem met de MediaWiki Graph-software is het momenteel niet mogelijk deze grafiek weer te geven. Zodra de software is bijgewerkt zal de grafiek vanzelf weer zichtbaar worden.
1. ↑  Populations de référence 2022.